# 스에요시 루이
스에요시 루이(일본어: 末吉 塁, 1996년 7월 26일~)는 일본의 축구 선수이다.

## 구단 경력
그는 2019년 J2리그의 몬테디오 야마가타에 입단했고, 2년동안 팀에서 뛰었다. 2021년 제프 유나이티드 지바로 이적했다. 2023년까지 60경기에 출전하여, 1득점을 넣었다. 2023년 7월 파지아노 오카야마로 이적했다. 2024년 J2리그 5위를 기록하여 J1리그로 승격했다.